# 시카고 메디컬
《시카고 메디컬》(영어: Chicago Hope)은 1994년부터 2000년까지 미국 CBS에서 방영된 드라마이다. 가상의 병원 '시카고 호프'를 무대로 하는 의학 드라마이다.